# (29944) 1999 JF80
A (29944) 1999 JF80 egy kisbolygó a Naprendszerben. A LINEAR projekt keretében fedezték fel 1999. május 12-én.